# San Quintín de Mediona
San Quintín de Mediona (oficialmente en catalán: Sant Quintí de Mediona) es un municipio y localidad de la comarca del Alto Panadés, provincia de Barcelona, comunidad autónoma de Cataluña, España.

## Geografía

Localización de San Quintín de Mediona dentro del Alto Panadés

El término municipal de San Quintín de Mediona está situado al norte de la comarca del Alto Panadés, en el valle mediano de la riera de Mediona. El núcleo de población está en la orilla izquierda de la riera, entre el Pujol (401 m s. n. m.) y la Bòria (303 m s. n. m.).

## Demografía
Cuenta con una población de 2504 habitantes (INE 2024).
| Gráfica de evolución demográfica de San Quintín de Mediona entre 1842 y 2021 |
| |
| En estos censos se denominaba San Quintín de Mediona: 1842, 1857, 1860, 1877, 1887, 1897, 1900, 1910, 1920, 1930, 1940, 1950, 1960, 1970 y 1981 Población de derecho según los censos de población del INE. Población de hecho según los censos de población del INE. |

| 2011                       | 1563 | 1345 | 1581 | 2039 |
| (Fuente: [cita requerida]) |      |      |      |      |

- Gráfico demográfico de San Quintín de Mediona 1717 y 2006

1717-1981: población de hecho; 1990-: población de derecho

## Administración y política
| Periodo   | Nombre                 | Partido |
| --------- | ---------------------- | ------- |
| 1987-1991 | Camil Fortuny Recasens | PSC     |
| 1991-1995 | Camil Fortuny Recasens | PSC     |
| 1995-1999 | Angélica Rodríguez     | CiU     |
| 1999-2003 | Angélica Rodríguez     | CiU     |
| 2003-2007 | Josep Poch Méndez      | CiU     |
| 2007-2011 | Guillem Nadal Gallardo | CiU     |

## Cultura

### Fiestas
- 5 de enero: cabalgata de los Reyes Magos
- 9, 10 y 11 de febrero: carnaval
- 1 de mayo: Diada Castellera, encuentro de castellers
- 5 de mayo: Sant Antoni de les Malalties
- julio: Concerts a la Fresca, conciertos al aire libre
- 17 al 21 de agosto: fiesta mayor
- 11 de septiembre: Día de Cataluña
- 11 y 10 de noviembre: feria y fiesta en homenaje a la tercera edad.

## Centros educativos
- CEIP Antoni Grau Minguell